# Edessena hameda
Edessena hameda är en fjärilsart som beskrevs av Felder 1872-1874. Edessena hameda ingår i släktet Edessena och familjen nattflyn. Inga underarter finns listade i Catalogue of Life.